# Asesinato de Samuel Luiz
El asesinato de Samuel Luiz es un caso de asesinato por una agresión homófoba en grupo y abandono (omisión de socorro) de Samuel Luiz Muñiz, un joven español de origen brasileño de veinticuatro años, ocurrido en La Coruña (Galicia) en la madrugada del 3 de julio de 2021. Luiz fue increpado por una pareja en las inmediaciones de una discoteca donde había acudido con un grupo de amigos. Mientras realizaba una videollamada, Samuel fue interpelado por su agresor que, tras una agresión inicial, acudiría más tarde junto a un grupo de varias personas que le propinó una paliza en la avenida de Buenos Aires del paseo marítimo de la playa de Riazor. Tras ser trasladado al Complejo Hospitalario Universitario de La Coruña falleció a causa de las heridas provocadas.
El crimen, de motivación homófoba según algunos testigos, tuvo lugar en medio de la Semana del Orgullo LGBT y provocó reacciones de muchas figuras públicas y líderes de los movimientos LGBT+, con manifestaciones que se organizaron en decenas de ciudades de España, llevando a miles de personas a las calles en protesta por el asesinato de Samuel y otros ataques recientes a personas LGBT en territorio español.
En 2024 se inició el juicio a los cinco acusados mayores de edad, cuatro hombres y una mujer. El jurado popular encontró culpables a los cuatro procesados, y absolvió a la mujer. En enero de 2025 la jueza encargada del caso condenó a los acusados a penas de prisión, una de las sentencias tuvo el agravante de homofobia.

## Samuel Luiz
Samuel Luiz Muñíz, conocido entre amigos como Samu, nació en Brasil fruto del matrimonio entre Lola Muñiz, nacida en Borroa, y Maxsoud Luiz, de origen brasileño, aproximadamente en 1997. Con un año de edad llegó a España con su familia. A los dieciocho años inició sus estudios en el CIFP Ánxel Casal de La Coruña, donde cursó el grado técnico de auxiliar de enfermería, comenzando a trabajar a los veinte años en la residencia de la Fundación Padre Rubinos, en La Coruña. En 2021 residía en el barrio de Meicende (Arteijo), siendo conocido por su temperamento tranquilo y personalidad pacífica. Era miembro de la Congregación Cristiana, un grupo evangélico donde participaba activamente y era guía espiritual de otros feligreses. También colaboraba con la Cruz Roja Española. Mientras trabajaba como auxiliar de enfermería estudiaba por las tardes para profesionalizarse como protésico dental.
A los veinticuatro años estaba estudiando para obtener su título de técnico dental, dedicando gran parte de su tiempo y energía a sus estudios. Por su trabajo en la Fundación Padre Rubinos, Samuel fue uno de los profesionales sanitarios que venía afrontando la pandemia de COVID-19 en primera línea durante más de un año, con un impacto especialmente fuerte en España y en las instituciones de atención y salud a ancianos. Según sus compañeros de trabajo, era muy querido por los usuarios de la institución.

## Contexto
El ocio nocturno estuvo cerrado en Galicia durante diez meses y medio como medida de control de contagios provocados por la pandemia de COVID-19. Tras la reapertura el jueves 1 de julio de 2021, Samuel aprovechó para salir con un grupo de amigos cercanos al pub denominado El Andén, situado en el paseo marítimo de la playa de Riazor.
Habiendo superado la primera noche las expectativas, Samuel volvió a salir a la misma zona la noche del viernes 2 de julio, con otro grupo de amigos, concretamente al mismo establecimiento, donde permanecieron hasta cerca de las 3:00 de la madrugada, tiempo límite de apertura decretado por las autoridades. A las 2:50, Samuel y Lina, una de las amigas con las que había acudido a El Andén, salieron del pub para fumar y hacer una videollamada desde el móvil de Lina con la pareja de esta misma, alejándose escasos metros de la puerta del club nocturno, en las afueras de la Avenida Buenos Aires, dejando a otros dos amigos dentro del establecimiento.

## Hechos

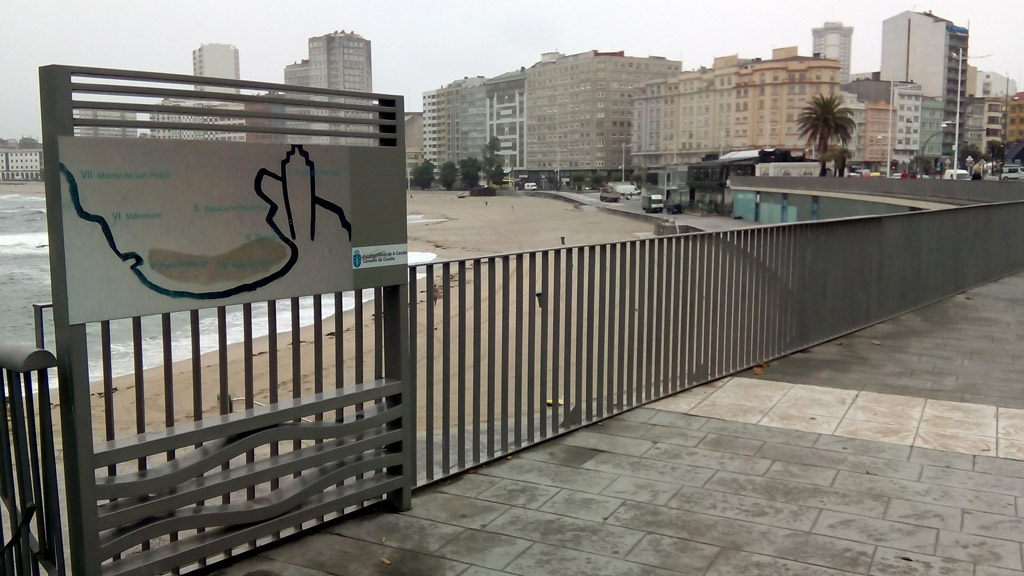
Paseo marítimo y playa de Riazor. A la izquierda, pub Andén. En el centro, cerca de los árboles, el lugar donde Samuel Luiz fue golpeado y murió poco después.

De acuerdo al relato de dos amigas de la víctima, a las 2:50 de la madrugada, Lina y Samuel salieron del pub para fumar y hacer una videollamada con la pareja de Lina, en las inmediaciones de la Avenida Buenos Aires, dejando a sus otros dos amigos al interior del establecimiento.
Según el relato de la pareja de Lina durante la videollamada, Samuel estaba emocionado ante la posibilidad de poder salir de nuevo por la noche, y trató de convencerla de que se uniera a él y volviera a salir la noche siguiente, un sábado. La conversación continuó animadamente, con Lina y Samuel relatando a la pareja de Lina episodios divertidos que habían sucedido durante la noche, hasta que decidieron mostrarle dónde estaban, dando la vuelta al teléfono móvil. En ese momento pasaron junto a ellos una pareja, chico y chica, de aproximadamente la edad de Samuel. El chico, observando que el móvil estaba orientado hacia ellos, les gritó que dejaran de grabarlos. Según una de las versiones, el error se habría producido porque pensaron que Samuel grabó a las chicas que acompañaban al grupo donde se encontraba esta pareja, pero ni estaban grabando ni era él quien tenía el móvil, sino Lina.
De inmediato, Samuel y Lina explicaron al joven que era un malentendido y que solo estaban en una videollamada con la pareja de Lina, quien aún estaba en línea. Sin prestar atención a las explicaciones, el hombre se dirigió directamente a Samuel y le dijo «O paras de grabar o te mato, maricón». Según los relatos de Lina y su novia, Samuel, quien nunca se había avergonzado de su orientación sexual, solo pudo responder «¿maricón de qué?» antes de recibir un puñetazo. Lina empezó a gritar. El vídeo de la videollamada se bloqueó, pero el sonido siguió funcionando, permitiendo a la pareja de Lina escuchar el ruido de los golpes y agresiones, así como a Lina gritar: «¡déjalo, es mi amigo, por favor, déjalo!». Según Lina, al principio la chica trató de separarlos, pero cuando ella también intervino, la chica la alejó agresivamente. En ese momento otro joven intervino para tratar de impedir que el agresor continuase golpeando a Samuel. Lo que logró que este se retirara del lugar.

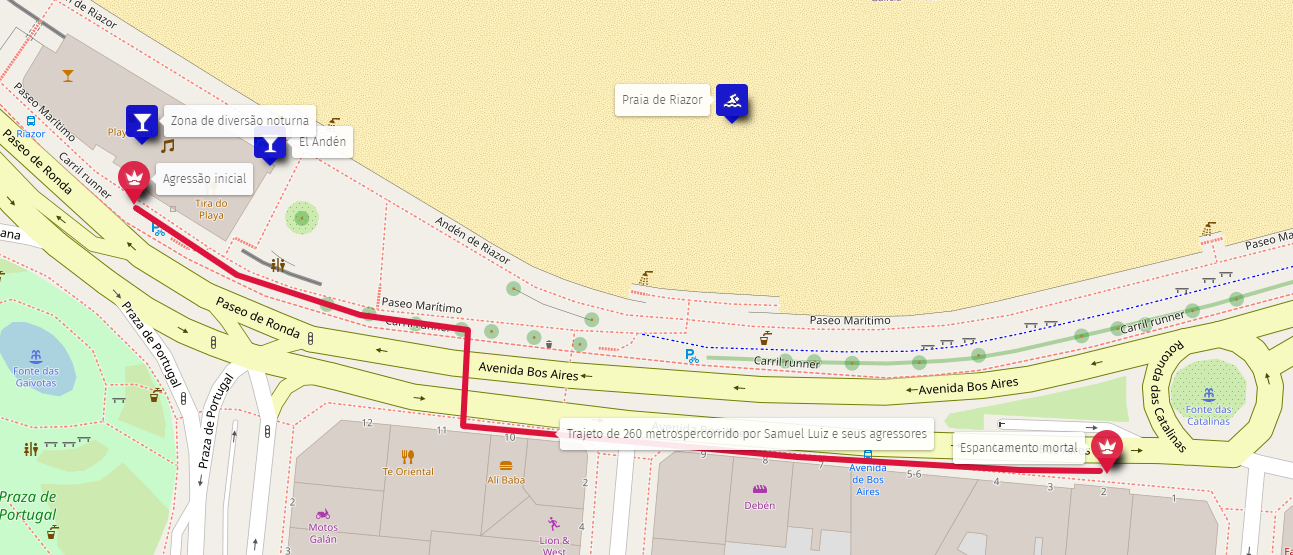
Recorrido de la agresión mortal a Samuel Luiz.

Cuando el agresor se fue, Samuel, con visibles contusiones en el rostro, pidió a Lina que buscara su móvil, que se había caído durante la paliza. Para calmarlo, Lina empezó a buscar el dispositivo, dejando a Samuel con el joven que lo había ayudado. Mientras buscaba el móvil, el agresor volvió acompañado de otras doce personas, quienes aprovecharon la oportunidad para acorralarlo y golpearlo hasta dejarlo inconsciente, escuchándose gritos de «¡maricón de mierda!». Según la investigación policial, al menos cuatro personas siguieron pateando a Samuel hasta que dejó de moverse. Lo patearon y persiguieron durante doscientos cincuenta metros desde el pub hasta el n.º 2 de la avenida de Buenos Aires, donde continuó el ensañamiento durante quince minutos, sobre todo con patadas en la cabeza. Cuando Lina logró alcanzar a Samuel, el joven yacía en el suelo al otro lado de la calle, donde había tratado de resguardarse alejándose de sus agresores. Al ver que la víctima no reaccionaba, los atacantes huyeron del lugar. El senegalés Ibrahima Shakur fue uno de los pocos ciudadanos que intentaron detener la paliza apartando a los agresores.
La policía pudo confirmar con rapidez, a través de los teléfonos móviles, la identidad de la mayor parte de los agresores, mayores de edad en su mayoría. A todos ellos se les interrogó de forma separada para contrastar las versiones ofrecidas de cada uno sobre el caso. Antes de la llegada de la ambulancia que atendió a la víctima, Samuel recibió la ayuda ciudadana de varias personas que se encontraban a esa hora cerca del lugar del suceso. Dichas personas han declarado a la policía cómo fueron parte de los hechos que pudieron observar.
Según el informe policial, Samuel mostraba multitud de hematomas, especialmente en la cabeza y el pecho. Al lugar llegó una patrulla de la Policía Nacional, quienes llamaron a una ambulancia. El personal sanitario trató de reanimar al joven durante dos horas, sin éxito. Samuel fue trasladado en ambulancia al Complejo Hospitalario Universitario de La Coruña, en donde sólo se pudo confirmar su deceso. El informe forense ha determinado que la causa del fallecimiento fue un traumatismo craneoencefálico severo.

## Investigación
Si bien inmediatamente fue decretado el secreto de sumario, el 4 de julio de 2021, fuentes cercanas a la investigación informaron que algunos testigos habían permitido la identificación de los presuntos autores. La Policía Nacional analizó videos grabados por personas que se encontraban en el sitio, así como de cámaras de vigilancia urbana en esa zona céntrica de la capital provincial. Clave para la identificación de los sospechosos fueron las declaraciones de un testigo, quien minutos después del fatal asalto llamó al 092 y dijo que había visto a un grupo de personas escapar de la escena del crimen, dejando a Samuel agonizando en el suelo. El testimonio también introdujo las primeras pistas sobre la identidad de los agresores, ya que el denunciante declaró a la policía que eran del barrio Elviña, dando detalles particulares sobre uno de ellos, incluido el sobrenombre con el que se le conoce en esa zona. Además, una de las chicas que acompañaba a la víctima pudo identificar a la persona que inició el asalto al ver uno de los videos. Las medidas promulgadas por la Junta de Galicia para facilitar el cribado en caso de brote de Covid-19, exigiendo la identificación de todas las personas que ingresan a un lugar de entretenimiento, facilitaron la tarea a los agentes, ya que tanto la víctima como los presuntos responsables de su fallecimiento habían facilitado su número de DNI en la discoteca El Andén.
El Juzgado de Instrucción n.º 8 de La Coruña, de turno ese fin de semana, consiguió entonces estrechar el control sobre el grupo de agresores, con declaraciones de 13 personas tomadas por la comisión policial, identificadas por la investigación como autores de la paliza y abandono de Samuel en el paseo marítimo de Riazor, resultando en su muerte. Algunos de los sospechosos eran menores de edad.
Según fuentes de la Delegación del Gobierno, inicialmente se descartó el carácter homofóbico del delito, relacionando lo sucedido con una discusión sobre un malentendido sobre un teléfono móvil. Según esta versión, Samuel estaría haciendo una videollamada con amigos, con los atacantes pensando que los estaría grabando, resultando en la brutal paliza y la muerte del joven. Según la fuente gubernamental, solo después de que se realizasen las detenciones habría posibilidad de que se llevase a cabo el motivo del crimen.
La investigación se centró específicamente en tres parejas y una séptima persona, quienes estarían directamente relacionados con la agresión y posterior abandono de Samuel. Según fuentes policiales, la investigación parecía determinar que la brutal agresión se inició cuando Samuel acudió en auxilio de una de las jóvenes a las que acompañaba, luego de que fuera interrogada agresivamente por los agresores, quienes creyeron que las estaba grabando en video, cuando los indicios orientan a que solo estaban realizando una videollamada justo antes de las tres de la madrugada del sábado. Uno de ellos atacó a Samuel con un puñetazo y el resto del grupo se unió a él. Con Samuel ya en el suelo, lo patearon por todo el cuerpo. El joven murió poco después, mientras era transportado en la ambulancia, luego de los esfuerzos del personal sanitario para estabilizarlo en el lugar del ataque.
Tras el visionado de las cámaras de seguridad de la zona, la investigación policial determinó que existió un ensañamiento con Samuel por parte de lo que calificaron como una «jauría humana».

### Detenciones
Aunque las informaciones preliminares del 4 de julio relataron la posible detención de trece sospechosos, el 5 de julio, el ministro del Interior, Fernando Grande-Marlaska, declaró que aún no había detenidos y calificó el crimen de «asesinato». El 6 de julio fueron detenidos dos hombres y una mujer. Dos días después fue detenido un cuarto sospechoso de entre veinte y veinticinco años, que además tenía en su posesión el teléfono móvil de Samuel, por lo que además de pesar sobre él una acusación de homicidio (imputación que el juez ha dictaminado para los detenidos) también se le acusa de apropiación indebida.
El 9 de julio, mientras los cuatro sospechosos pasaron a disposición del Juzgado de Instrucción número 8 de La Coruña, fueron detenidos dos menores implicados, uno de ellos con antecedentes policiales. Ambos pertenecían al mismo grupo de amigos de los ya detenidos.
De los seis detenidos, tres fueron enviados a prisión provisional comunicada y sin fianza en la prisión coruñesa de Teixeiro por la jueza titular del Juzgado de Instrucción n.º 1 de La Coruña. La única detenida fue puesta en libertad con la obligación de comparecer en el juzgado, mientras que los dos restantes fueron enviados a centros de menores a pedido de la Fiscalía de Menores.
El 29 de septiembre, tres meses después del asesinato, la Guardia Civil detuvo a un séptimo implicado en los hechos, cuyas declaraciones como testigo ya figuraban en el sumario del caso. Se trataba de uno de los mejores amigos del presunto incitador principal de la paliza que terminó con la vida de Samuel y que habría participado directamente en la misma, motivo por el cual tanto la Fiscalía como las acusaciones solicitaron también su imputación como coautor por asesinato. Con esta última detención, el jefe de la Brigada de la Policía Judicial de la Policía Nacional de La Coruña, Pedro Agudo, daba por concluida la investigación policial previa a la instrucción del caso.

## Juicio
De las siete personas detenidas tras el suceso, dos, menores de edad, fueron condenados y trasladados a un medio de internamiento durante tres años y medio; al resto se le asignó prisión preventiva.
En octubre de 2023, se comunicó la querella pública del Ministerio Fiscal de La Coruña, que pidió penas de veinticinco años de cárcel (la máxima duración para este tipo de delito) para los acusados de autoría en el asesinato, y veintidós para los coautores; con agravante de discriminación en relación con la orientación sexual para dos de los cinco. Además, para uno de ellos, solicitó una condena adicional por delito de robo con violencia. En total la Fiscalía pidió ciento veintiún años para los cinco acusados, y una indemnización a la familia de 304 143 €.

### Sentencia
Tras el veredicto de un jurado popular pronunciado a finales de noviembre de 2024, la jueza de la Audiencia provincial encargada del caso emitió las siguientes sentencias el 8 de enero de 2025:
- Diego Montaña: 24 años de prisión y cinco años de libertad vigilada por asesinato con agravante de discriminación (homofobia).
- Alejandro Freire: 20 años por asesinato sin agravantes y cinco años de libertad vigilada.
- Kaio Amaral: 17 años de prisión por asesinato y a cinco años de libertad vigilada; además de a tres años y medio por el robo del móvil de la víctima.
- Alejandro Míguez: 10 años de cárcel y cinco de libertad vigilada.

## Reacciones
El padre de Samuel, Maxsoud Luiz, dejó una larga carta en el lugar donde fue asesinado su hijo, en la que agradeció el esfuerzo realizado por los servicios sanitarios en un intento por salvar a su hijo, expresando su dolor y el de toda la familia con las palabras «Nos quitaron la única luz que iluminaba nuestras vidas. Sabemos que aún nos queda un largo camino por recorrer; contaremos con el apoyo de nuestra familia, amigos y compañeros que nos ayudarán a salir de este camino oscuro».
En la residencia de ancianos de la Fundación Padre Rubinos, donde trabajaba Samuel, la consternación fue generalizada. Según Eduardo Aceña, presidente de la institución, las personas que cuidaba lo querían tanto por el buen trato que recibían de él y por la alegría que les transmitía que los empleados prefirieron ocultarles la verdad sobre las circunstancias del fallecimiento de Samuel.
Si bien la versión oficial descartó inicialmente el carácter homofóbico de los ataques, los testimonios que relataron los hechos constataron la motivación homofóbica del ataque, al ser Samuel interpelado a través del uso de la expresión «maricón». Esto provocó reacciones inmediatas en las redes sociales, propiciando mensajes de figuras políticas y activistas LGBT+. Los hashtags #JusticiaparaSamuel y #XustizaparaSamuel se han usado en Twitter para tuits con etiquetas sobre este caso. Un estudio  reveló el alto grado de politización y polarización en el debate público en redes sociales sobre este suceso, incluso desinformación, demostrando que incluso las tragedias se someten a un pseudojurado online desde un esquema de polarización interpretativa. Tras la difusión de testimonios que denunciaban a uno de los agresores gritando «maricón» a Samuel durante la paliza, la Delegación del Gobierno en Galicia abrió la posibilidad de que se tratara de un delito de motivación homófoba.
El crimen se produjo durante la semana del Orgullo LGBTI y en un contexto de avances legislativos realizados con el objetivo de revertir los delitos de odio contra esa comunidad. El registro de denuncias que se tornaron definitivas e inapelables relacionadas con la orientación sexual y la identidad de género aumentó un 8,6 % entre 2018 y 2019, según datos del Ministerio del Interior de España.
La ministra de Derechos Sociales y Agenda 2030 y secretaria general de Podemos, Ione Belarra, declaró: «Todo mi cariño y apoyo para los familiares y amigos de Samuel. Y toda mi condena a este crimen de odio. Queremos un país libre de violencias en donde todos y todas se sientan libres por ser quienes son. Que se haga #JusticiaParaSamuel». De igual forma, la ministra de Igualdad, Irene Montero, condenó el asesinato, enviando afecto a la familia y seres queridos de Samuel, agregando que «hay que construir una sociedad más libre entre todos y todos para que no queramos encajar con el odio». También Eduardo Rubiño, presidente del grupo parlamentario Más Madrid en la Asamblea de Madrid, pidió «que se esclarezca cada detalle y que haya justicia. Sus amigos insisten en el componente homofóbico de la paliza que queremos confirmar si estaríamos antes y después de la escalada de LGBTIfobia en nuestro país». La responsable gubernamental de Transición Ecológica y ministra, Teresa Ribera, declaró que había sido «un día triste», llamando a la represión personal, social y legal para quienes exudan brutalidad y homofobia. Asimismo, el alcalde de Cádiz, José María González «Kichi» expresó públicamente su rechazo al asesinato.
El presidente del gobierno, Pedro Sánchez, afirmó que esperaba que la investigación policial encontrara pronto a los autores del asesinato de Samuel y aclarara los hechos, calificando el acto de «salvaje y cruel» y afirmando que «no hay que dar un paso atrás en derechos y libertades. España no tolerará esto».
La Asociación por la Libertad Afectiva y Sexual (ALAS) de La Coruña emitió un comunicado expresando su máxima condena al crimen, solicitando a las Fuerzas y Cuerpos de Seguridad del Estado que lo investiguen en profundidad. El colectivo recordó que desde hace un año advierte en repetidas ocasiones de diferentes incidentes de odio que se han producido en la comunidad autónoma gallega, enviando el pésame a los familiares y amigos del joven asesinado.
El ayuntamiento de Pontevedra también condenó el asesinato de Samuel Luiz, con mensajes de pésame y apoyo a familiares y amigos de la víctima. La portavoz municipal, Anabel Gulías, afirmó en relación con estos atentados contra el colectivo LGBTIQ+ que se están produciendo porque se está generando «un caldo de cultivo muy peligroso» en la sociedad, que acaba «desencadenando delitos como el de A Coruña».
El cantante Alejandro Sanz, por su parte, publicó un polémico tuit opinando que la sociedad debería preocuparse más por los instintos criminales de los atacantes que por la orientación sexual de la víctima. El tuit, que posteriormente sería eliminado por Sanz, recibió una oleada de críticas negativas en la red social, forzando al artista a redactar un nuevo tuit aclarando la intencionalidad sus palabras. También el estilista español Pelayo Díaz recibió duras críticas por promocionar en Instagram una marca de cava utilizando el asesinato de Samuel, más tarde, retiró todo lo relacionado con el asesinato.
Otras celebridades internacionales hicieron eco del asesinato en redes sociales, como la cantante estadounidense Beyoncé por medio de un tuit: «Oraciones por la familia y amigos de Samuel Luiz Muñiz "Rest in power"», el cantante británico Sam Smith, la cantante sueca Zara Larsson, la actriz inglesa Lena Headey, la artista mexicana Danna Paola o el cantante puertorriqueño Ricky Martin. Además otros muchos famosos españoles como Alaska, Rosalía, Aitana, Aron Piper, Úrsula Corberó, Pablo Alborán, Ester Expósito, Ángel Martín, Miguel Bernardeau, Alba Reche o Ana Mena.
El Bloque Nacionalista Galego exigió una investigación sobre la posibilidad de que el delito hubiera tenido una motivación homófoba. Los otros dos partidos gallegos, el Partido Socialista y el PP, también condenaron la violencia contra Samuel.
El 7 de julio se inició una campaña de recogida de firmas en la plataforma Change.org y dirigida al Ayuntamiento de La Coruña para que la avenida de Buenos Aires, donde ocurrieron los hechos, sea rebautizada como avenida Samuel Luiz.
El 8 de julio la presidenta de la Comunidad de Madrid, Isabel Díaz Ayuso, durante una sesión de control en la Asamblea de Madrid declaró que veía con malos ojos «la inversión de la carga de la prueba, y acusar sin motivos, sin pruebas, como ha pasado con el chico de Galicia». Posteriormente añadió que «es curiosa la lógica de la izquierda (…) Si matan a un chico en Galicia, es culpa mía». La portavoz de Más Madrid, Mónica García, le reclamó que no haya emitido ninguna condena oficial por el crimen, a pesar de que miles de personas llenaron la Puerta de Sol para reclamar justicia para Samuel.

### Manifestaciones

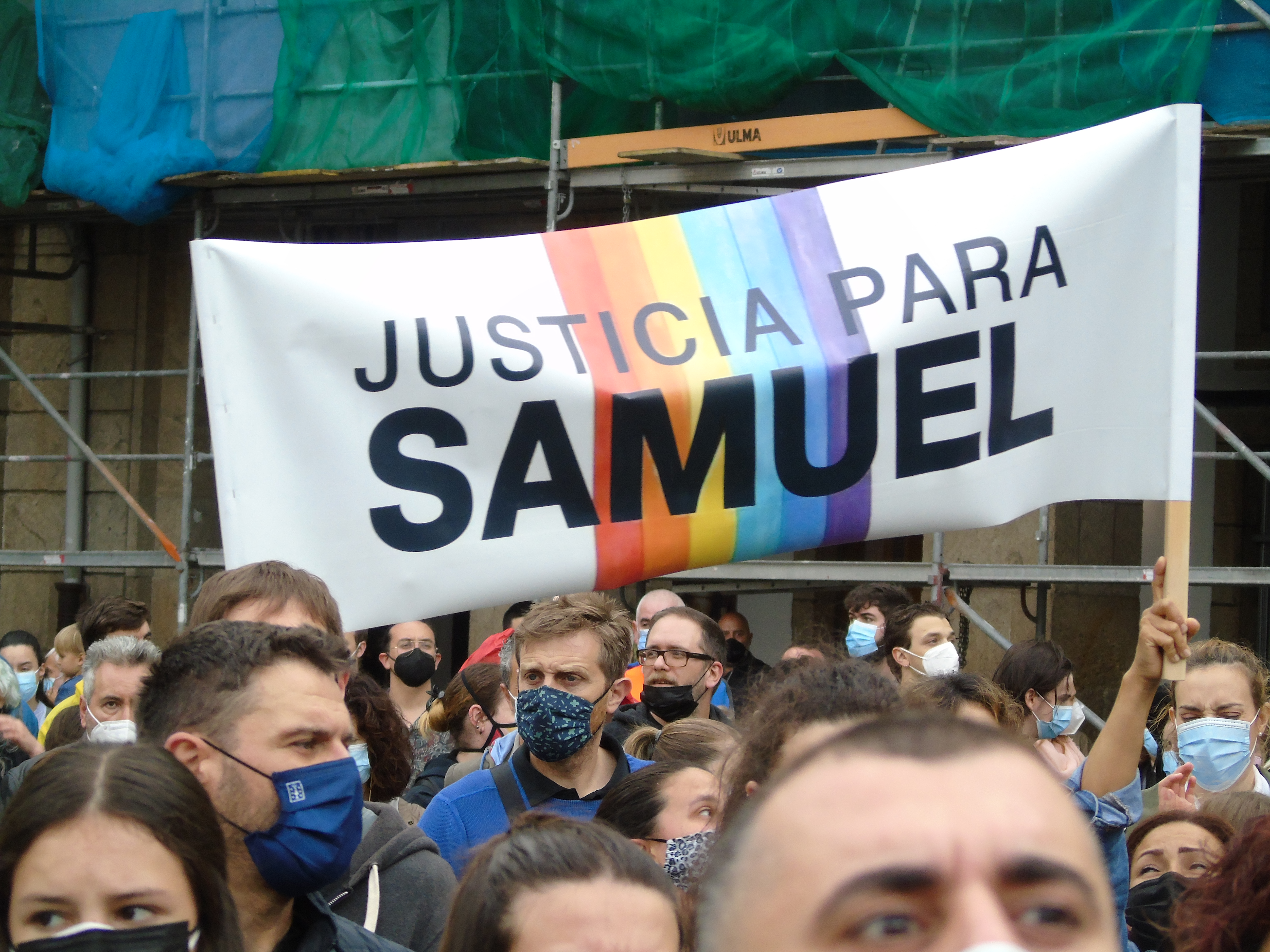
Cartel en la manifestación de La Coruña, 5 de julio de 2021

La organización Avante LGBT+ convocó para el lunes 5 de julio una serie de concentraciones en unas cincuenta ciudades y pueblos de Galicia, en protesta por la muerte de Samuel, y pedir que se esclarezca la relación del delito con la orientación sexual de la víctima. También se programaron manifestaciones en ciudades de toda España para las 20:00, hora de las manifestaciones en Galicia. Las manifestaciones también contaron con el apoyo del Bloque Nacionalista Gallego.
En La Coruña, a pesar de la copiosa lluvia, la manifestación llenó la plaza de María Pita, plaza principal de la ciudad, en un mar de sombrillas, destacando los carteles de los amigos de Samuel Luiz, presentes en la manifestación, y sus amigos más cercanos, con camisetas con la foto impresa del rostro del joven asesinado. El colectivo Avante LGBT+, organizador de la concentración, afirmó en un breve discurso que estaba seguro del carácter homofóbico del asesinato. El padre de Samuel, a través del vocero del mismo colectivo, pidió que esta fuera la última muerte violenta por ese motivo, desafiando a los agresores a que muestren la cara. Un amigo de Samuel pidió a los medios de comunicación que mostraran respeto por los padres de Samuel, quienes fueron severamente acosados durante ese día.
En Orense, la manifestación programada para la Praza do Bispo Cesáreo reunió a cientos de personas, que llevaron una gran bandera multicolor desde la Alameda hasta la Plaza Mayor. También hubo pequeñas manifestaciones en los municipios de A Rúa de Valdeorras, Petín, Ginzo de Limia, Viana del Bollo, Carballino y Allariz, entre otros lugares de la provincia de Orense.

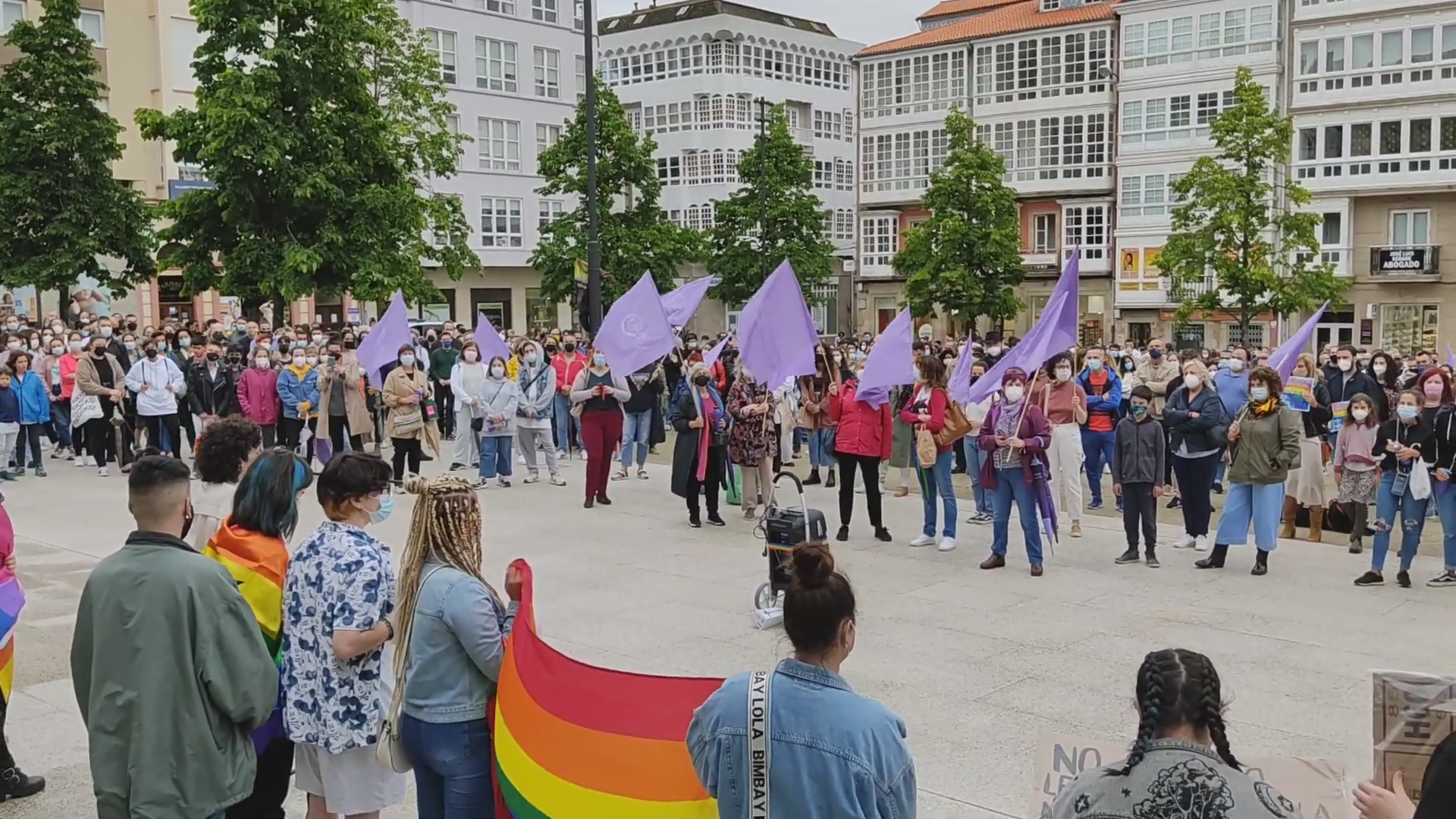
Concentración en la Plaza de Armas de Ferrol.

Otras manifestaciones se organizaron en la plaza del 8 de marzo de Santiago de Compostela, la plaza de España de Pontevedra y el Museo de Arte Contemporáneo de Vigo. En Lugo, Ferrol y varios otros municipios, la ubicación elegida fue frente a la casa consistorial. La lista también incluye La Estrada. El Ayuntamiento de Pontevedra apoyó y confirmó su participación institucional en la manifestación del 5 de julio, en su repulsa por el asesinato de Samuel Luiz, a las 20:00 horas en la Praza da Peregrina.

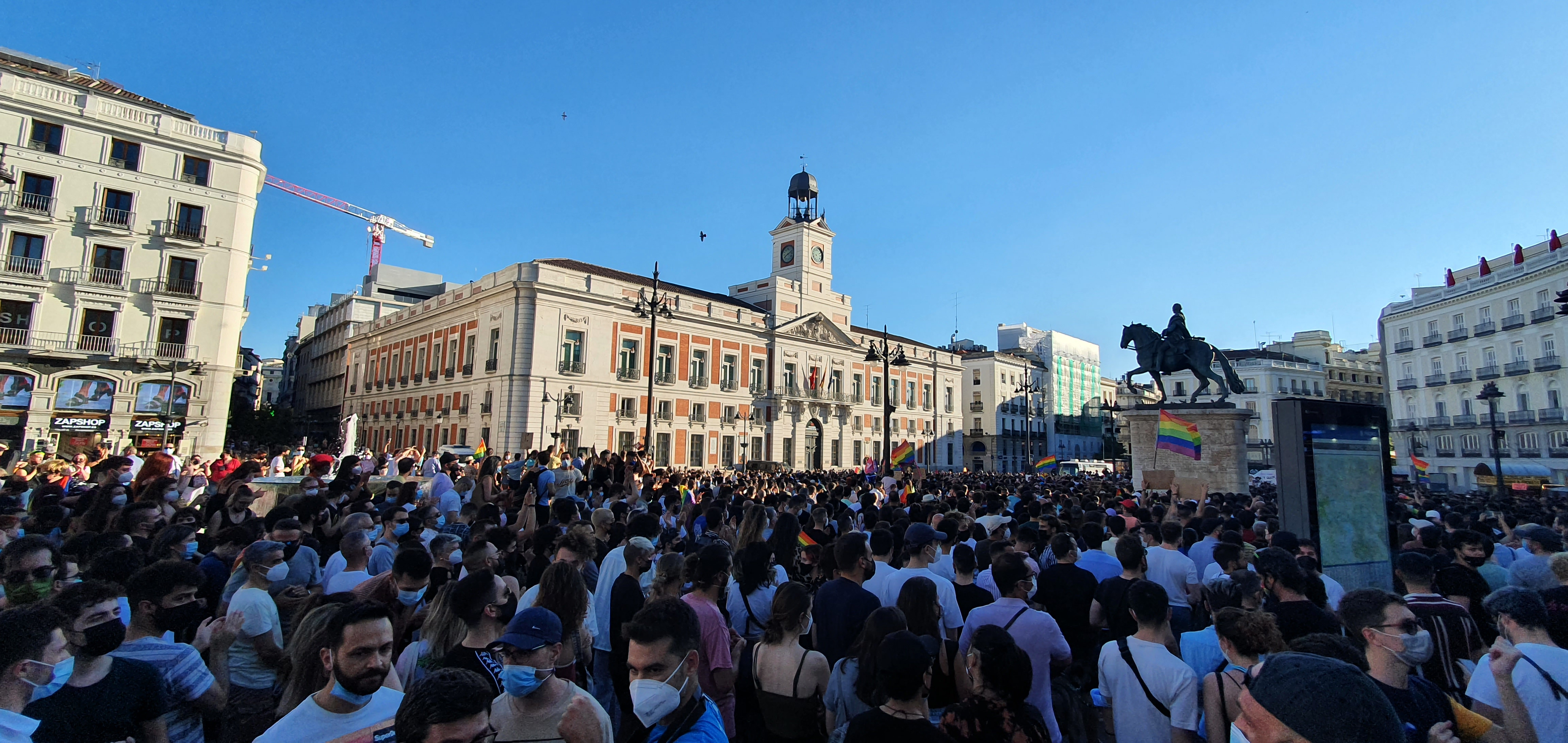
Protestas en la Puerta del Sol de Madrid.

En Madrid, la manifestación organizada por el Movimiento Marikas de Madrid, en la Puerta del Sol, reunió a cerca de tres mil manifestantes. En la manifestación también participaron uno de los cofundadores de Podemos, Juan Carlos Monedero, y la secretaria de organización del partido, Lilith Verstrynge, la portavoz del grupo parlamentario madrileño Más Madrid, Rita Maestre, la portavoz de Unidas Podemos en el parlamento municipal, Carolina Alonso, y el diputado socialista en el parlamento regional, Santiago Rivero. Los manifestantes exhibieron carteles con lemas contra la homofobia como «la homofobia y el fascismo son lo mismo». Algunos de los carteles mostraban la foto de Samuel bajo el título «Descansa en paz» entre numerosas banderas LGBTI. Luego de los discursos y arengas, parte de los manifestantes abandonaron la plaza de manera espontánea, con el objetivo de acudir a la sede del Ministerio de Justicia. Al pasar por la Gran Vía se sentaron en el suelo cortando el tráfico, haciendo lo propio en la calle de San Bernardo, donde se encuentra la sede del ministerio, sin dejar de gritar: «A Samuel lo mataron por ser maricón», «la lucha está en la calle y no en el parlamento»; y criticando al Gobierno español. A las 22 horas continuó la manifestación, con el corte de las principales vías de la ciudad hacia Princesa, donde se produjeron enfrentamientos entre policías y manifestantes y cargas policiales. 

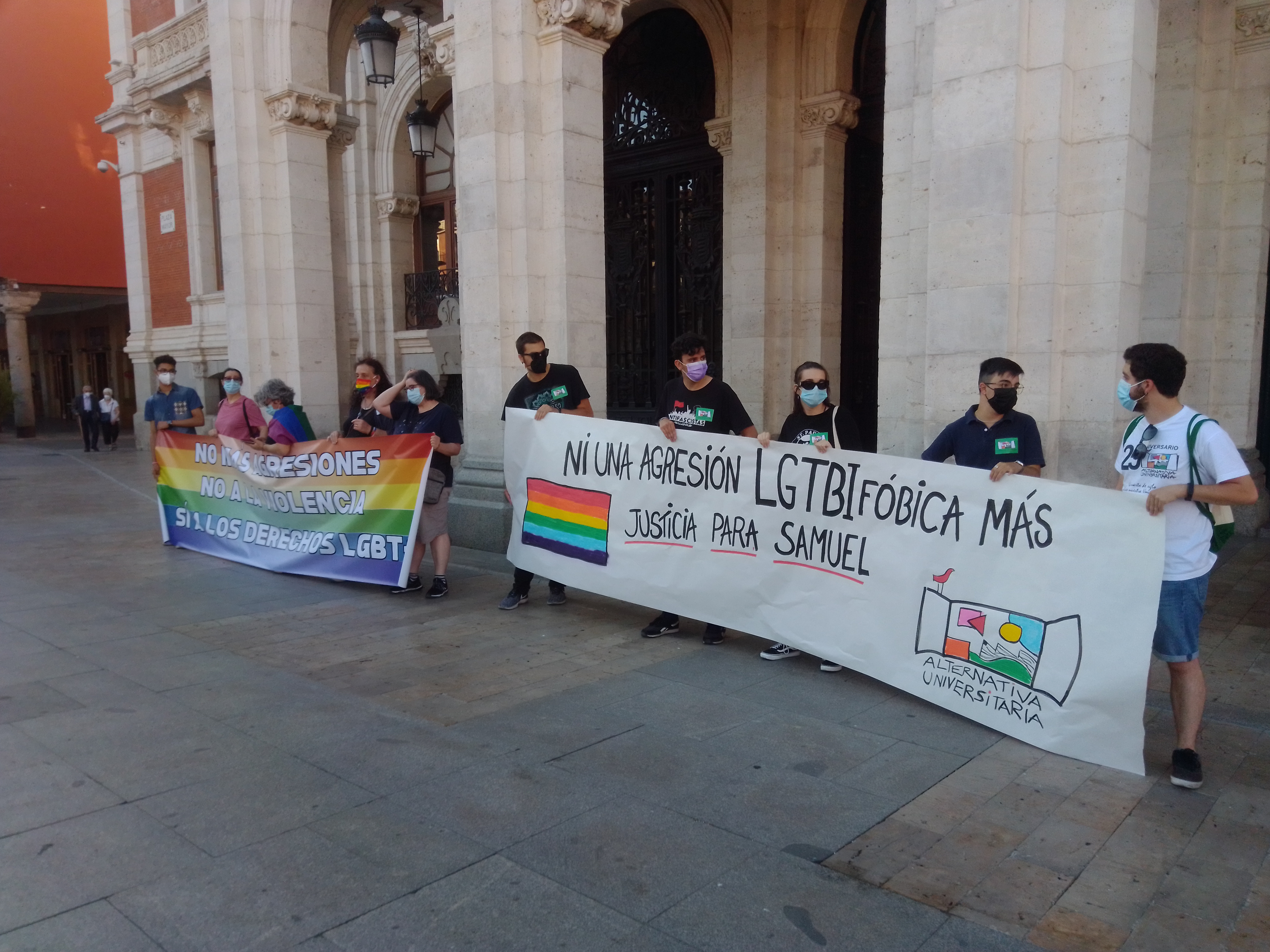
Pancartas contra la homofobia en la manifestación de Valladolid, 5 de julio de 2021

También se organizaron manifestaciones en Barcelona por El Observatori contra L'homofòbia y Federació Plataforma d'Entitats LGBTI de Catalunya, y en Valencia, Sevilla, Jerez de la Frontera, Zaragoza, Salamanca, Badajoz, Bilbao, Albacete, Granada, Cuenca, Cartagena y Guadalajara. En León se reunieron más de doscientas personas y se leyó un manifiesto que pedía que no se produjera ninguna agresión contra el colectivo LGBTI. En Valladolid, cerca de mil personas se dieron cita en la Plaza Mayor. Tras un minuto de silencio y varios cánticos contra los delitos de homofobia, las asociaciones Alternativa Universitaria y Fundación Triángulo leyeron un comunicado en el que pedían a ciudadanos y políticos que asuman un compromiso activo y militante por la erradicación de la homofobia. En Santander, el 9 de julio unas doscientas personas se concentraron delante de la Delegación del Gobierno en Cantabria para condenar el asesinato de Samuel Luiz y exigir responsabilidades; una segunda concentración se produjo en la localidad de Torrelavega. El Ayuntamiento de Santander aprobó en el pleno municipal del 15 de julio una moción de condena por el asesinato, presentada de forma conjunta por los grupos municipales socialista, regionalista y mixto (Unidas por Santander), con la abstención del Partido Popular y el voto en contra de VOX.  En Lanzarote, donde el 4 de julio un niño de la localidad fue agredido violentamente con el grito de «maricón», la Asociación Lánzate LGBTI convocó a toda la población de la isla a manifestarse a las 16:00 horas, frente al Banco Arcoíris de la calle Real (Rúa León y Castilla) para reclamar justicia por lo que describieron como el asesinato homofóbico de Samuel.
Cientos de personas se reunieron en las tres capitales del País Vasco, denunciando no solo el asesinato de Samuel, sino los recientes atentados contra personas LGBT+. La semana pasada se había viralizado un vídeo en el que cuatro jóvenes donostiarras bromeaban sobre atrapar y matar a personas LGBT con sus propias manos, diciendo: «Imagina metiéndole un puñetazo y así, tumbándolo». Un mes antes, las amenazas se concretaron incluso cuando Ekain, un joven de Basauri, fue agredido por trece personas, nueve de las cuales están siendo investigadas por la Ertzaintza, gritando: «maricón de mierda». En esa ocasión, el joven agredido tuvo que ser trasladado al hospital, luego de que los golpes lo dejaran inconsciente.
También en Estrasburgo, Francia, una treintena de eurodiputados, en su mayoría españoles, se reunieron en el patio de la sede del Parlamento Europeo, en un gesto de disgusto por la brutal agresión que acabó con la vida del joven Samuel.

### 028
En una intervención el 7 de julio de 2023, Irene Montero, ministra de Igualdad de España, afirmó que la idea de implementar el servicio de emergencias 028 surgió «ante la conmoción social y ante las millones de personas que salieron a denunciar que todavía en España, en pleno siglo XXI, se puede asesinar a una persona al grito de "maricón"», refiriéndose a las movilizaciones ciudadanas que se dieron como consecuencia del asesinato de Luiz.